# Max Kunz
Max Kunz (* 25. Juni 1929 in Groppenheim; † 30. Juli 2024) war ein deutscher Politiker der CSU. 
Kunz war von Beruf Dipl.-Agraringenieur und Verwaltungsbeamter. Er trat 1958 der CDU bei, wechselte aber 1964 zur CSU. Er war von 1972 bis 1990 Mitglied des Deutschen Bundestages. Kunz wurde stets im Wahlkreis Weiden direkt gewählt. Er war Mitglied der katholischen Studentenverbindung Isaria Freising.